# Metajęzyk
Metajęzyk – dowolny język służący do opisu innego języka. W skład metajęzyka wchodzą nazwy wyrażeń języka opisywanego, zazwyczaj tworzone jako nazwy cudzysłowowe, predykaty opisujące relacje semantyczne między wyrażeniami języka opisywanego a tym, do czego wyrażenia te się odnoszą (np. „oznacza”, „denotuje”), pewne reguły znaczeniowe, reguły składniowe itp. W szczególności językiem badanym może być ten sam język, w którym przeprowadza się badania.
Język opisywany za pomocą danego metajęzyka nazywa się językiem przedmiotowym. Podobnie język, w którym bada się dany język przedmiotowy nazywa się językiem podmiotowym, jako język którym posługuje się badający podmiot. Metajęzyki mogą tworzyć hierarchię: dany metajęzyk może być opisywany przez metajęzyk wyższego stopnia itd.
Najistotniejsze analizy pojęcia metajęzyka przedstawił Alfred Tarski, np. w pracy Pojęcie prawdy w językach nauk dedukcyjnych. Pojęcie metajęzyka ma kluczowe znaczenie dla badań metamatematycznych, zwłaszcza przy definiowaniu pojęć spełniania, prawdy czy modelu.

## W językoznawstwie
W językoznawstwie termin „metajęzyk” występuje w dwóch znaczeniach:
- aparat pojęciowo-terminologiczny językoznawcy, zwłaszcza gdy aparat ten jest jasno wyodrębniony i zdefiniowany
- te elementy języka, które – zdaniem językoznawcy – służą do przekazywania informacji o samym języku

Z użyciem metajęzykowym danego znaku językowego (wyrazu, wyrażenia, zdania) mamy do czynienia, gdy znak ten użyty jest na oznaczenie samego siebie. Przykładowo w zdaniu: „Jaskółka” pisze się przez „ó”. wyraz „jaskółka” nie oznacza samej jaskółki, tylko użyty jest na oznaczenie wyrazu „jaskółka”. Jest to więc użycie metajęzykowe.